# Agnes av Gud
Agnes av Gud (originaltitel: Agnes of God) är en amerikansk film från 1985 i regi av Norman Jewison, efter manus av John Pielmeier.

## Handling
Den unga nunnan Agnes hittas avsvimmad och blodig i sitt rum. I papperskorgen hittas hennes döda nyfödda baby. Psykiatern Martha Livingston kallas dit för att avgöra om Agnes är galen eller om hon är tillräckligt frisk för att ställas inför rätta. Agnes säger sig inte ha vetat att hon var gravid och inte heller hur hon blev det.

## Om filmen
Filmen är inspelad i Montréal, Rockwood och Toronto. Den hade världspremiär i Kanada den 21 augusti 1985 och svensk premiär den 7 mars 1986, åldersgränsen är 15 år. Meg Tilly vann det amerikanska filmpriset Golden Globe 1986 för bästa kvinnliga biroll.

## Rollista
- Jane Fonda - Dr. Martha Livingston
- Anne Bancroft - Moder Miriam Ruth
- Meg Tilly - Syster Agnes
- Anne Pitoniak - Dr. Livingstones mamma
- Winston Rekert - Det. Langevin
- Gratien Gélinas - Fader Martineau
- Guy Hoffmann - Domare Joseph Leveau
- Gabriel Arcand - Monsignor